# すき!地球
すき!地球（すきちきゅう）は、フジテレビ系列（テレビ大分とテレビ宮崎以外）で、2008年10月5日から2009年9月27日まで、毎週日曜日の23:11 - 23:15（JST、特別番組等で遅延の場合もあり）に放送されていた日本のミニ番組。全51回。

## 内容
- Vol.50：環境学習ツアー（栃木県・日光市足尾町）
- Vol.51：漆掻き（岩手県・二戸市浄法寺町）

## スポンサー
- MITSUBISHI MOTORS（一社提供）

## ナレーター
- 渡辺満里奈

## スタッフ
- OP/EDギター：木村大
- プロデューサー：河端由梨子
- 演出：朝川昭史
- 製作協力：NEXTEP
- 製作著作：フジテレビ